# APG II
APG II е класификация на покритосеменните растения, публикувана през 2003 година от Групата по филогения на покритосеменните (APG, Angiosperm Phylogeny Group). Тя е актуализация на системата APG I от 1993 година и се основава на консенсус между специалисти по систематика на растенията от няколко институции от различни страни.

## Основни групи
Основните групи в класификацията, които представляват кладове без определен таксономичен ранг са:
- покритосеменни:
- : магнолииди
- : едносемеделни
- :: комелиниди
- : еудикоти
- :: същински еудикоти
- ::: розиди
- :::: еурозиди I
- :::: еурозиди II
- ::: астериди
- :::: еуастериди I
- :::: еуастериди II

## Класификация до ниво разред
По-подробна класификация, изключваща десетина рода, некласифицирани в семейство:
- клад покритосеменни
- ::: семейство Amborellaceae
- ::: семейство Chloranthaceae
- ::: семейство Nymphaeaceae [+ семейство Cabombaceae]
- :: разред Austrobaileyales
- : клад магнолииди
- ::: разред Canellales
- ::: разред Laurales
- ::: разред Magnoliales
- ::: разред Piperales
- : клад едносемеделни
- :::: семейство Petrosaviaceae
- ::: разред Acorales
- ::: разред Alismatales
- ::: разред Asparagales
- ::: разред Dioscoreales
- ::: разред Liliales
- ::: разред Pandanales
- :: клад комелиниди
- ::::: семейство Dasypogonaceae
- :::: разред Arecales
- :::: разред Commelinales
- :::: разред Poales
- :::: разред Zingiberales
- : разред Ceratophyllales
- : клад еудикоти
- :::: семейство Buxaceae [+ семейство Didymelaceae]
- :::: семейство Sabiaceae
- :::: семейство Trochodendraceae [+ семейство Tetracentraceae]
- ::: разред Proteales
- ::: разред Ranunculales
- :: клад същински еудикоти
- ::::: семейство Aextoxicaceae
- ::::: семейство Berberidopsidaceae
- ::::: семейство Dilleniaceae
- :::: разред Gunnerales
- :::: разред Caryophyllales
- :::: разред Santalales
- :::: разред Saxifragales
- ::: клад розиди
- :::::: семейство Aphloiaceae
- :::::: семейство Geissolomataceae
- :::::: семейство Ixerbaceae
- :::::: семейство Picramniaceae
- :::::: семейство Strasburgeriaceae
- :::::: семейство Vitaceae
- ::::: разред Crossosomatales
- ::::: разред Geraniales
- ::::: разред Myrtales
- :::: клад еурозиди I
- ::::::: семейство Zygophyllaceae [+ семейство Krameriaceae]
- ::::::: семейство Huaceae
- :::::: разред Celastrales
- :::::: разред Cucurbitales
- :::::: разред Fabales
- :::::: разред Fagales
- :::::: разред Malpighiales
- :::::: разред Oxalidales
- :::::: разред Rosales
- :::: клад еурозиди II
- ::::::: семейство Tapisciaceae
- :::::: разред Brassicales
- :::::: разред Malvales
- :::::: разред Sapindales
- ::: клад астериди
- ::::: разред Cornales
- ::::: разред Ericales
- :::: клад еуастериди I
- ::::::: семейство Boraginaceae
- ::::::: семейство Icacinaceae
- ::::::: семейство Oncothecaceae
- ::::::: семейство Vahliaceae
- :::::: разред Garryales
- :::::: разред Gentianales
- :::::: разред Lamiales
- :::::: разред Solanales
- :::: клад еуастериди II
- ::::::: семейство Bruniaceae
- ::::::: семейство Columelliaceae [+ семейство Desfontainiaceae]
- ::::::: семейство Eremosynaceae
- ::::::: семейство Escalloniaceae
- ::::::: семейство Paracryphiaceae
- ::::::: семейство Polyosmaceae
- ::::::: семейство Sphenostemonaceae
- ::::::: семейство Tribelaceae
- :::::: разред Apiales
- :::::: разред Aquifoliales
- :::::: разред Asterales
- :::::: разред Dipsacales

Забележка: „+ ...“ = възможност за отделяне на самостоятелно семейство.